# Staryj Czad
Staryj Czad (ros. Старый Чад) – wieś (dieriewnia) w Rosji, w Kraju Permskim, w rejonie bardymskim. W 2010 liczyła 131 mieszkańców.